# Raša (Słowenia)
Raša – wieś w Słowenii, w gminie Sežana. W 2018 roku liczyła 6 mieszkańców.